# Un novembre preciós
Un novembre preciós (títol original en italià: Un bellissimo novembre) és un pel·lícula italiana dirigida per Mauro Bolognini, estrenada el 1969. Ha estat doblada al català.

## Argument
Durant les seves vacances sicilianes, un adolescent, Nino, s'enamora bojament de la seva tia, Cettina. Durant aquest temps, la seva mare manté una relació amb el seu cunyat. Si Nino se n'acaba anant al llit amb Cettina, com a mínim no s'hi casa, segons les convencions familiars, amb la jove que se li ha escollit.

## Repartiment
- Gina Lollobrigida: Cettina
- Gabriele Ferzetti: Biagio
- André Lawrence: Sasà
- Paolo Turco: Nino
- Danielle Godet: Elisa
- Margarita Lozano: Amalia
- Isabella Savona: Giulietta
- Jean Maucorps: Mimi
- Corrado Gaipa: Oncle Alfio